# Durella commutata
Durella commutata är en svampart som beskrevs av Fuckel 1870. Durella commutata ingår i släktet Durella och familjen Helotiaceae.  Arten är reproducerande i Sverige. Inga underarter finns listade i Catalogue of Life.